# 上海交通大学航空航天学院
上海交通大学航空航天学院，为上海交通大学的一个学院，成立于2008年9月28日，前身为上海交通大学空天科学技术研究院。该学院现有飞行器设计、航空宇航信息与控制两个系。

## 知名校友
- 聂海胜（2021年3月博士研究生毕业，时任中国人民解放军航天员大队大队长、特级航天员）